# Cernon, Marne

Cernon este o comună în departamentul Marne, Franța. În 2009 avea o populație de 135 de locuitori.